# Benjamin Cardozo
Benjamin Nathan Cardozo (Nueva York, 24 de mayo de 1870 - Port Chester, 9 de julio de 1938) fue un jurisconsulto estadounidense.

## Biografía
Nacido dentro de una familia sefardí, a partir de 1891 se dedicó a la práctica de la abogacía, tras ser admitido en el colegio de abogados de Nueva York. Fue elegido para hacerse cargo del Tribunal Supremo de Nueva York en 1913 y rápidamente fue promovido para pasar al Tribunal de Apelaciones estatal. Fue designado a la Corte Suprema de los Estados Unidos en 1932, donde trabajó hasta 1938. Durante su servicio en la Corte Suprema redactó la opinión mayoritaria que respalda la constitucionalidad del Decreto de Seguridad Social de los años 1930.

## ¿Primer juez hispano de la Corte Suprema?
Erróneamente, en algunos círculos se considera a Cardozo el primer hispano (o latino) en llegar a la Corte Suprema, en lugar de Sonia Sotomayor. Sin embargo, no es así:
- Su apellido era de origen portugués. Según las definiciones más utilizadas en Estados Unidos, sólo son hispanas (o latinas) las personas que tienen su origen en países de habla española.
- La familia de Cardozo procedía de Holanda, de donde había pasado a Inglaterra y más tarde a las colonias americanas antes de su independencia.
- Cardozo no sabía hablar español ni portugués.[2]

En realidad, Cardozo era de origen judío sefardí, esto es, descendiente de los judíos que residieron en España (llamada Sefarad) hasta la expulsión ordenada por los Reyes Católicos. De ahí que su apellido fuera de origen ibérico.

### Artículos
- Douglas, William O. (Feb., 1960). «Mr. Justice Cardozo». Michigan Law Review (en inglés) (Ann Arbor: The Michigan Law Review Association) 58 (4): 549-556. doi:10.2307/1286016.
- Cardozo, Benjamin N. (Dec., 1921). «A Ministry of Justice». Harvard Law Review (en inglés) (Buffalo: The Harvard Law Review Association) 35 (2): 113-126. Consultado el 2 de junio de 2012.

### Libros
- Hughes, Charles Evans (1946). La Suprema Corte de los Estados Unidos. México: Fondo de Cultura Económica.

- Datos: Q817637
- Multimedia: Benjamin N. Cardozo / Q817637